# Парусна ящірка Вебера
Парусна ящірка Вебера (Hydrosaurus weberi) — представник роду парусних ящірок з родини Агамових.

## Опис
Загальна довжина досягає 1,2 м, з яких значну частину займає хвіст. Спостерігається статевий диморфізм — самці більше за самок, які мають найбільший розмір 90 см. Тулуб високий, стиснутий з боків. Голова масивна з укороченими щелепами. Пальці задніх кінцівок облямовані по краях пласкою чотирикутною лускою, яка зливається у вузькі лопаті, які використовуються при плаванні. На спині є рядок загостреної луски у вигляді гребінця висотою 1 см, а в основі довгого хвоста плаский шкірний гребінь, який підтримується відростками хвостових хребців. Хвіст та кінцівки цієї агами досить потужні.
Колір шкіри сіро—коричневий або оливково—зелений з багатьма жовтуватими лусочками на спині. Іноді помітний малюнок з темніших плям або смуг. Райдужка оболонка очей червонуватого забарвлення.

## Спосіб життя
Полюбляє густу рослинність вдовж водоймищ. Значну частину життя проводить біля води. Добре пересувається по деревах й чагарникам, гарно плаває. Ховається при небезпеці над деревах або у воді. Активна вдень. Харчується рибою, ракоподібними, комахами та їх личинками, безхребетними, фруктами, рослинною їжею.
Це яйцекладна ящірка. Статева зрілість настає у 2 роки. Парування продовжується у лютого по квітень. Вагітність триває 10—11 тижнів. Самиця відкладає у вологий пісок 15 яєць розміром 3—4 см у довжину овальної форми. Через 90 днів з'являються молоді ящірки довжиною 16—20 см.
Тривалість життя 10 років.

## Розповсюдження
Це ендемік Індонезії. Зустрічається здебільшого на Молуккських островах, іноді на о. Сулавесі.